# Zankovići
Zankovići (cyr. Занковићи) – wieś w Czarnogórze, w gminie Bar. W 2011 roku liczyła 306 mieszkańców.